# Juan de Moreto
Juan de Moreto, Florència, (Itàlia) - Saragossa, 1547. Va ser un arquitecte i escultor florentí establert a Espanya el 1520 o potser alguns anys abans, pare de Pedro de Moreto (1521- 1555) i cunyat d'Esteban de Obray, tots dos escultors també. És conegut fonamentalment per ésser un dels artífexs del cor major de la Basílica del Pilar, intervenint tant a la maçoneria de l'orgue com, fonamentalment, als relleus dels més de 130 setials que van compondre el seu cadirat.

## Vida i obra
Se'l coneixen treballs des del 1520. Es va casar a Saragossa amb Catalina de Heredia, amb qui va tenir el seu fill Pedro el 1521. Morta aquesta, va contreure matrimoni amb Catalina de San Juan en segones noces, deu anys més tard.
Per encàrrec del comerciant Juan de Lasala, va treballar junt amb Gil Morlanes el Jove, Gabriel Yoly i Juan de Salas al traçat i elaboració del retaule de la capella de Sant Miquel de la catedral de Jaca entre 1521 i 1523.
El 1525 se'l va contractar amb Juan Picart per a la realització del retaule de l'Ecce Homo de l'església de Sant Felip de Saragossa. A l'any següent es troba elaborant un nou retaule, aquesta vegada per al desaparegut convent de Jesús de la mencionada ciutat.
L'any 1529 comença a participar en la realització del cor major de la Basílica del Pilar, començant per la talla de la decoració renaixentista de l'armari de l'orgue.
Després de realitzar nombrosos retaules per tot l'Aragó - Sant Llorenç de Saragossa (1532), església parroquial d'Híjar (1534), capella de Cunchillos de la La Seo (1535), esglésies d'Alquézar, Belchite i Bardallur (1536) -, elabora la càixa de l'orgue de la parròquia de la Magdalena de Saragossa (1538) i el 1539 el bust de Santa Anna de Tauste.
Continua treballant en retaules de nombroses esglésies de la capital aragonesa a la dècada de 1540 fins que el 1544 va ser contractat, juntament amb Esteban de Obray i Nicolás Lobato, per portar a terme la talla del majestuós cor de la Basílica del Pilar, que no veuria acabat.
Va morir el 1547 i les seves despulles van ser enterrades a l'església de Sant Francesc de Saragossa.